# Бостон (Ноокатский район)
Бостон (кирг. Бостон) — село в Ноокатском районе Ошской области Кыргызстана. Входит в состав Гюльстанского айылного аймака.

## География
Село расположено в западной части области, к востоку от реки Чиле, у западной окраины города Ноокат, административного центра района.

## История
Населённый пункт получил статус села 2 августа 2019 года.

## Население
Согласно оценочным данным Национального статистического комитета Кыргызской Республики, численность населения села на начало 2023 года составляла 5245 человек.
| год     | 2020 | 2021 | 2023 |
| ------- | ---- | ---- | ---- |
| человек | 5032 | 5122 | 5245 |